# Angelika Buck
Angelika Buck (ur. 9 czerwca 1950 w Ravensburg) – niemiecka łyżwiarka figurowa reprezentująca RFN, startująca w parach tanecznych z bratem Erichem Buckem. Trzykrotna wicemistrzyni świata (1971–1973), mistrzyni (1972) i trzykrotna wicemistrzyni Europy (1970, 1971, 1973), 6-krotna mistrzyni RFN (1968–1973).
W 1973 roku Angelika Buck, wraz z bratem Erichem i trenerką Betty Callaway stworzyli taniec Ravensburger Waltz, który później Międzynarodowa Unia Łyżwiarska (ISU) przyjęła jako jeden ze wzorów tańca obowiązkowego tzw. pattern dance wykonywany przez pary taneczne. Para taneczna Buck i Buck wykonała ten taniec po raz pierwszy na mistrzostwach świata 1973 w Monachium.

## Osiągnięcia
Z Erichem Buckem
| Zawody             | 64–65          | 65–66          | 66–67          | 67–68          | 68–69          | 69–70          | 70–71          | 71–72          | 72–73          |                |                |                |                |                |                |                |                |
| Międzynarodowe     | Międzynarodowe | Międzynarodowe | Międzynarodowe | Międzynarodowe | Międzynarodowe | Międzynarodowe | Międzynarodowe | Międzynarodowe | Międzynarodowe | Międzynarodowe | Międzynarodowe | Międzynarodowe | Międzynarodowe | Międzynarodowe | Międzynarodowe | Międzynarodowe | Międzynarodowe |
| ------------------ | -------------- | -------------- | -------------- | -------------- | -------------- | -------------- | -------------- | -------------- | -------------- | -------------- | -------------- | -------------- | -------------- | -------------- | -------------- | -------------- | -------------- |
| Mistrzostwa świata |                |                | 10             | 8              | 5              | 3              | 2              | 2              | 2              |                |                |                |                |                |                |                |                |
| Mistrzostwa Europy |                | 13             |                | 6              | 4              | 2              | 2              | 1              | 2              |                |                |                |                |                |                |                |                |
| Nebelhorn Trophy   |                |                |                |                |                |                | 1              | 1              |                |                |                |                |                |                |                |                |                |
| Krajowe            |                |                |                |                |                |                |                |                |                |                |                |                |                |                |                |                |                |
| Mistrzostwa RFN    | 4              | 2              | 2              | 1              | 1              | 1              | 1              | 1              | 1              |                |                |                |                |                |                |                |                |